# Madias Nzesso
Madias Dodo Nzesso Ngake (* 20. April 1992 in Douala) ist eine kamerunisch-britische Gewichtheberin.

## Biografie
Madias Nzesso trat bei den Olympischen Spielen 2012 in London in der Klasse bis 75 kg an. Sie belegte den sechsten Rang. Im August 2016 wurde die drittplatzierte Weißrussin Iryna Kulescha des Dopingbetrugs mit Dehydrochlormethyltestosteron überführt.  Auch die erstplatzierte Kasachin Swetlana Podobedowa und die zweitplatzierte Russin Natalja Sabolotnaja waren gedopt. Somit wurden die Medaillen neu an die Viert-, Fünft- und Sechstplatzierte vergeben. Unter diesen Umständen erhielt Nzesso nachträglich die Bronzemedaille. 2024 wechselte sie zum britischen Verband und gewann im gleichen Jahr bei den Weltmeisterschaften in Manama in der Klasse bis 87 kg im Reißen die Silbermedaille.